# ブラック・ジャーナリズム
ブラック・ジャーナリズムとは一般に社会的に公認されない情報世界でのジャーナリズムのこと。

## 概要
ブラック・ジャーナリズムで活動するものにはブラック・ジャーナリストと呼ばれ、反社会的勢力（具体的には総会屋、暴力団、右翼団体、えせ同和行為団体、及びその関係者）等が発行している特定の機関紙に専属しているものと、フリーで活動しているものがいる。ブラックジャーナリズムのターゲットには消費者金融業者、パチンコパチスロ業者、公共事業主体の建設業者などがなりやすい。フリーで活動しているものでも暴力団と何らかの関わりがあるものがほとんどであり、スキャンダル資料の売り買いがなされているといわれている。暴力団に渡った企業のスキャンダル資料は、最終的には傘下の右翼団体に流れ街宣活動がなされる。
仕手筋と組み、ターゲットの評価を落として株価を下げて空売りで利益をあげようとするものもいる。巧言を用いて企業に食い込み大金を巻き上げる方法を取るものなどは事件師とも言われ、組織内で高い評価を受ける。近年、独自のインターネットサイトを持つブラックジャーナリストが複数いることが確認されている。
ブラックジャーナリズムはスキャンダル暴露型とスキャンダル捏造型の2種類に大別できる。